# 27 octobre dans les chemins de fer
27 septembre 27 novembre
Chronologies thématiques
- Croisades
- Sports
- Disney

Cette page concerne les évènements qui se sont déroulés un 27 octobre dans les chemins de fer.

## Événements

### XIXesiècle
- 1879, France : ouverture de la section Saint-Pierre-d'Albigny - Albertville de la ligne de la Tarentaise.

### XXesiècle
- x

### XXIesiècle
- x

## Anniversaires

### Naissances
- x

### Décès
- x